# Ablasskreuz Schriefers

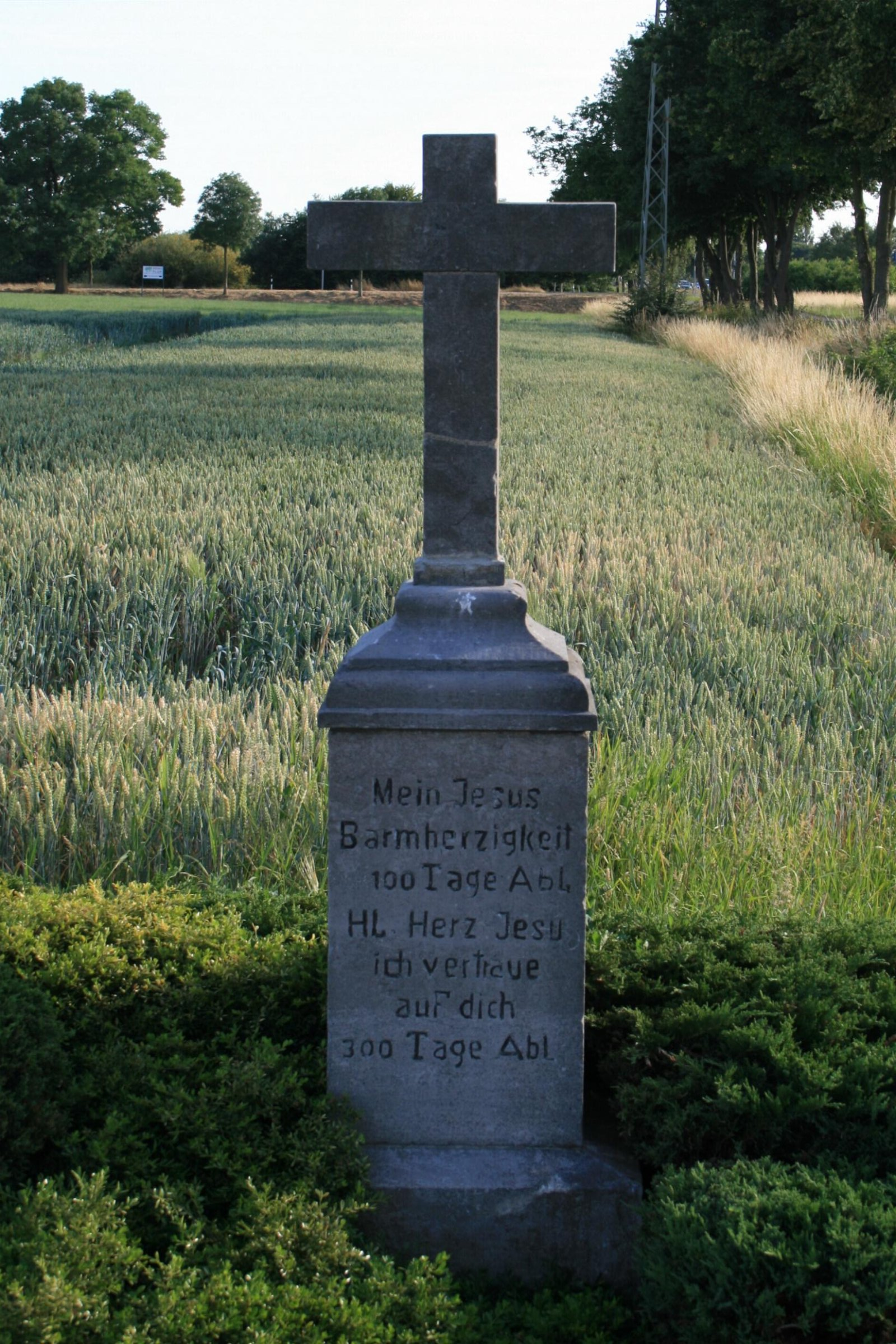
Ablasskreuz (2010)

Das Ablasskreuz Schriefers steht im Stadtteil Schriefers in Mönchengladbach (Nordrhein-Westfalen), Schriefers/Erkelenzer Straße.
Das Kreuz wurde 1859 errichtet. Es ist unter Nr. Sch 031 am 10. Oktober 1995 in die Denkmalliste der Stadt Mönchengladbach eingetragen worden.

## Lage
Das als Ablasskreuz errichtete Wegekreuz steht südwestlich von Rheindahlen am Rande eines Feldes bei der Einmündung der Straße „Schriefers“ in die Erkelenzer Straße.

## Architektur
Es ist ein kleines Schaftkreuz aus Blaustein auf mehrfach gegliedertem Unterbau. Bodenplatte aus Beton, der annähernd kubische Sockelquader leitet in das hochrechteckige Mittelteil über, dessen Inschrift lautet:
Mein Jesus / Barmherzigkeit / 100 Tage Abl. / Hl. Herz Jesu / ich vertraue / auf dich / 300 Tage Abl.
Über einer mehrfach gestufte Gesimsausbildung mit Wulst und schwach ausgebildetem Karnies erhebt sich der hohe Kreuzschaft mit kurzem Balkenkopf.
Auf der heutigen Rückseite des Kreuzes findet sich die ältere Inschrift:
JOHANNA ELISABETH / HENRICHS / GEB. ZU ANSTERD AM / 10. MAI 1814 / GEST. ZU DAHLEN / DEC. 1859
Das Objekt ist aus orts- und sozialhistorischen Gründen als Baudenkmal schützenswert.